# Formiminotetrahidrofolatna ciklodeaminaza
Formiminotetrahidrofolatna ciklodeaminaza (EC 4.3.1.4, 5-formimidoiltetrahidrofolatna amonijak-lijaza (ciklizacija)) je enzim sa sistematskim imenom 5-formimidoiltetrahidrofolat amonijak-lijaza (ciklizacija, formira 5,10-meteniltetrahidrofolat). Ovaj enzim katalizuje sledeću hemijsku reakciju
5-formimidoiltetrahidrofolat {\displaystyle \rightleftharpoons } 5,10-meteniltetrahidrofolat + NH3
Kod eukariota, ovaj enzim je bifunkcionalan. On takođe deluje kao glutamat formimidoiltransferaza (EC 2.1.2.5).

## Literatura
- Nicholas C. Price; Lewis Stevens (1999). Fundamentals of Enzymology: The Cell and Molecular Biology of Catalytic Proteins (Third изд.). USA: Oxford University Press. ISBN 019850229X.
- Eric J. Toone (2006). Advances in Enzymology and Related Areas of Molecular Biology, Protein Evolution (Volume 75 изд.). Wiley-Interscience. ISBN 0471205036.
- Branden C; Tooze J. Introduction to Protein Structure. New York, NY: Garland Publishing. ISBN 0-8153-2305-0.
- Irwin H. Segel. Enzyme Kinetics: Behavior and Analysis of Rapid Equilibrium and Steady-State Enzyme Systems (Book 44 изд.). Wiley Classics Library. ISBN 0471303097.
- William P. Jencks (1987). Catalysis in Chemistry and Enzymology. Dover Publications. ISBN 0486654605.

## Spoljašnje veze
- Formimidoyltetrahydrofolate+cyclodeaminase на 